# Басов, Василий Александрович
Васи́лий Алекса́ндрович Ба́сов (18 [30] апреля 1812, Орёл — 30 декабря 1879 [11 января 1880], Москва) — ординарный профессор Московского университета, физиолог и хирург, тайный советник.

## Биография
Выходец из мещанской семьи, Василий Басов рано остался без родителей, его воспитанием занимался слепой дед. Учился в Орловском уездном училище, затем поступил в Орловскую гимназию. По окончании в 1827 году гимназии Басов зарабатывал частными уроками и смог поступить в Московский университет только через два года, в 1829 году, после получения увольнительного свидетельства от мещанского общества (тем самым вышел из податного сословия). Окончив медицинский факультет Московского университета в 1833 году с званием лекаря, он в 1834 году получил звание ветеринарного врача, в 1835 году медико-хирурга. Защитив в Московском университете диссертацию «О каменной болезни мочевого пузыря вообще и в частности об удалении камней через разрез в промежности» (1841), на степень доктора медицины и хирургии, был утверждён в ней 28 января 1842 года.
Служба В. А. Басова в университете началась с 1834 года, сначала в качестве исполняющего должность помощника прозектора по кафедре ветеринарных наук, коллежского асессора Александра Шмидта; затем он был прозектором (1837—1843), а в 1843 году послан на три года за границу.
По возвращении, в 1846 году, В. А. Басов был определён адъюнктом хирургической клиники и преподавателем теоретической хирургии и офтальмиатрии. С марта 1848 года — экстраординарный профессор, а с августа 1852 года — ординарный профессор по обеим наукам. С 1859 года почти до самой смерти Басов — ординарный профессор по кафедре оперативной хирургии и директор хирургической клиники Московского университета. В июне 1863 года стал заслуженным профессором Московского университета.
Кроме того, он был репетитором по кафедре физиологии в Московской медико-хирургической академии (1837—1840), ординатором в Московском военном госпитале (1848—1858) и старшим врачом Московской городской больницы (1850—1859).
Басов известен был как лучший хирург-практик и врач по преимуществу безвозмездный; по свидетельству Л. Ф. Змеева, он представлял собою врача, «близкого к евангельскому идеалу».
Являлся членом многих отечественных и зарубежных научных обществ.
Жил в Шереметевском переулке, в доме Мещерской. Скончался от воспаления лёгких. Похоронен на Ваганьковском кладбище (6 уч.).

## Научные исследования
Как научному деятелю, Басову, чья основная областья исследований — это физиология пищеварения, принадлежит честь первого применения в России многих усовершенствованных приёмов и принципов западной науки. Так, именно Басову принадлежит честь проведения первой в мире операции наложения фистулы на желудок собаки. Будучи ещё прозектором, он первый из московских врачей стал делать вивисекции, и он же в начале 1850-х годов произвёл первую в Москве трахеотомию в горловой чахотке врачу Иванову. Также, ещё в 1843 году, для лечения перелома локтевого сустава им впервые был применён алебастр (гипс). Главными областями его деятельности были удаление опухолей шеи и челюстей, лицевые пластические операции, ампутации, а также боковые камнесечения. Также ставил опыты над животными, в частности, совершил удачную пересадку роговицы кролику. Стал новатором в методике преподавания медицины: им были составлены таблицы с увеличенными изображениями болезней, на лекциях он демонстрировал муляжи, препараты и опыты на животных.

### Труды
- «De anate tetropode commentatio» (в «Bull. natural. de Mos.» и отд., M. 1840 г.);
- «De lithiasi vesicae urinariae in genere et in specie; de extractione calculi per sectionem perinei» (M., 1841 г., докторская диссертация);
- «Voie artificielle dans l’estomac des animaux» (в «Bull. d. natur. Mos.», 1843 год, и то же на русском языке в «Записках по части врачебных наук», 1843 г., кн. 2, и отд. отт.);
- «Новый прибор для лечения перелома заднего отростка локтевой кости» (в «Записках по части врачеб. наук», 1843 г., кн. 2);
- «О значении хирургии в кругу врачебных наук» (в «Военно-медицинском журнале», 1848 г., ч. LI и отд.);
- «Отрывки из воспоминаний путешественника: а) о Парижском ботаническом саде, б) об анатомических собраниях и искусственных препаратах, и в) о медицинском преподавании» (в «Москвитянине», 1851 г., № 4);
- «О могуществе природы и спасительном соединении её с хирургией при лечении болезней». Речь актовая 12 января 1851 г. (в «Московском врачебном журнале», 1851 г., отд. IV, стр. 76 и отд.; то же на латинском языке в речах университета);
- «О подвздошной жировой грыже» (в «Московском врачебном журнале», 1851 г., отд. III, стр. 5, и отд.);
- «Бродячая внутренняя рожа. Смертельная отечная жаба» (ib., отд. III, стр. 13, и отд.);
- «Необыкновенной величины слюнной нащечный камень и о слюнных камнях вообще» (ib., отд. III, стр. 103);
- «Успешная трахеотомия вследствие язв гортани» (ib., 1852 г.);
- «Американский шов при зашивании пузыре-влагалищного свища, при кровоизлиянии в грудную клетку и т. п.» (в «Трудах II съезда естествоиспытателей и врачей», т. II).

## Комментарии
1. ↑  Устаревшее название офтальмологии.